# Schloss Erlach (Kallham)

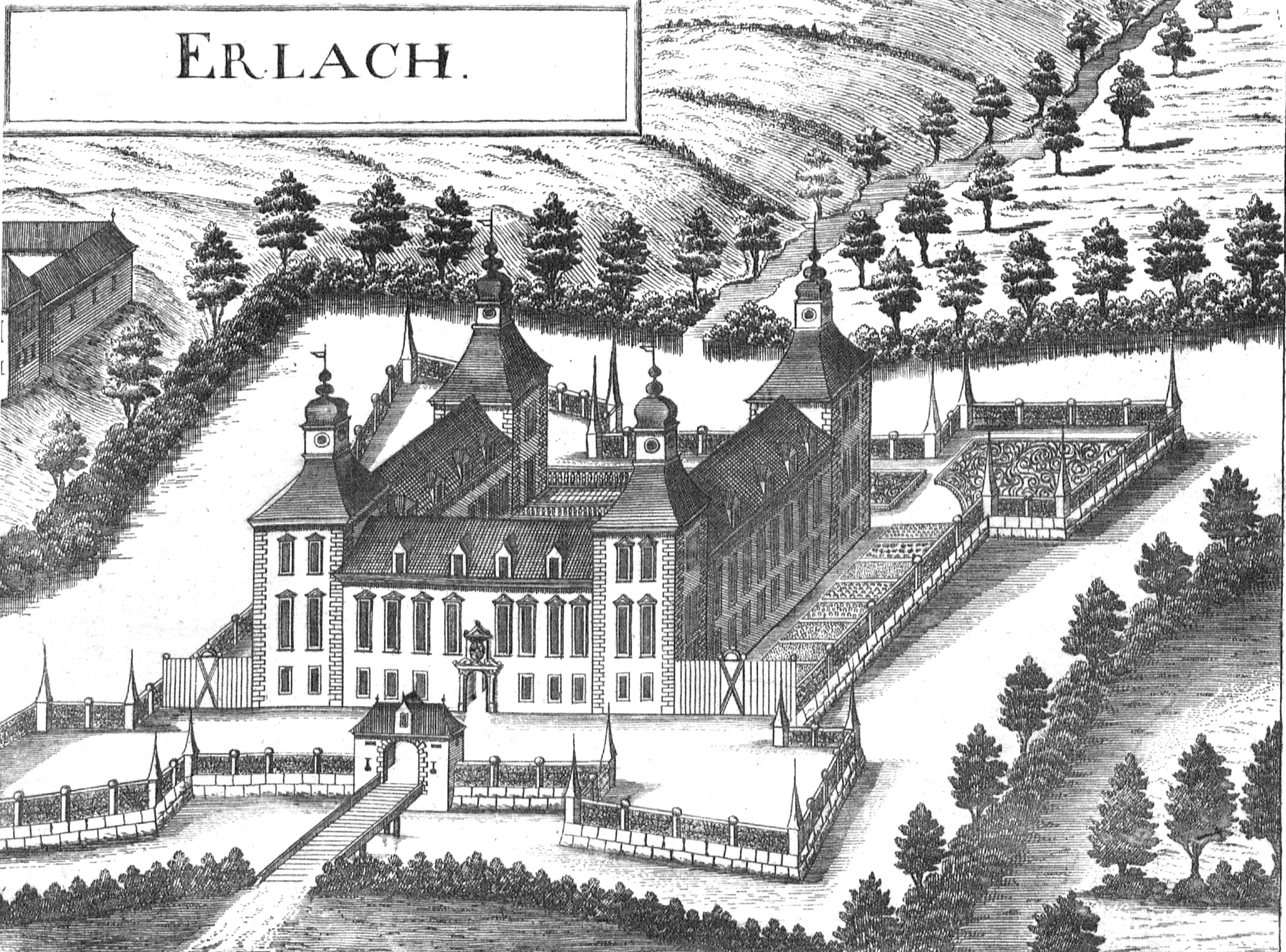
Schloss Erlach, Stich von Georg Matthäus Vischer, 1674

Das ehemalige Wasserschloss Erlach befand sich im gleichnamigen Ortsteil der Gemeinde Kallham im Bezirk Grieskirchen.

## Geschichte
Erlach wird 1370 urkundlich erstmals erwähnt. Das Schloss war im Besitz der Grafen von Schaunberg, welche die „Vest ze Erlach“ durch Pfleger verwalten ließen. Der erste Pfleger war ein Hertlein Marschalich. Seit 1383 war Erlach auch Sitz des Landgerichtes und der jeweilige Pfleger war zugleich der Landrichter. Graf Heinrich von Schaunberg übergab 1383 den Besitz an seinen Schwiegersohn, den Grafen Heinrich von Abensberg, als Heiratsgut. Unter den Schaunbergern waren folgende Pfleger in Erlach tätig: 1421 Kolomann Aichberger, 1433 Hans Zeller, 1445–1449 Ulrich Fuchslein, 1451 Wolfgang Vatersheimer, 1494 Wolf Pruckner, 1520 Leonhard Tallheimer, 1560 Leonhard Puchner.
Nach dem Aussterben der männlichen Linie der Schaunberger erbten 1559 die Starhemberg (die Schaunbergerin Anna war mit Erasmus von Starhemberg verheiratet) Schloss Erlach und das Landgericht, von denen es die Grafen von Ortenburg übernahmen.
Die Grafen Hans und Bernhard von Ortenburg verkauften die Herrschaft Erlach 1587 an Wolfgang Jörger aus dem Geschlecht der Jörger von Tollet. Mit Erlach war auch die Vogtei über eine Anzahl von Landpfarren in der Umgebung verbunden. Auf dem Umweg über die Besetzung freigewordener Pfarren verhalfen die Jörger dem Protestantismus in ihrem Einflussbereich zu wesentlichen Fortschritten. Zu den Erlacher Vogtpfarren zählte etwa Dorf an der Pram, damals eine Filiale von Taiskirchen, das auch von evangelischen Gläubigen aus dem angrenzenden Bayern häufig besucht wurde, obwohl dies von den bayerischen Behörden aktiv bekämpft wurde. War es in Erlach schon den Grafen Ortenburg gelungen, den radikalen Prädikanten Rumpl gegen alle Angriffe zu halten, so weigerten sich die Jörger nach dem Erwerb dieser Herrschaft ebenfalls, den Anweisungen des Landeshauptmanns von Oberösterreich Folge zu leisten und den Prädikanten zu entfernen.
Auf die Jörger folgten als Besitzer von Schloss Erlach 1638 bis 1812 Graf David Ungnad von Weißenwolf und seine Nachkommen. Im Spanischen Erbfolgekrieg war Erlach 1702 vom Militär besetzt. Am 8. Februar 1703 verschanzte sich hier der bayerische Oberst Wendt, 1704 verbargen sich in dem gut befestigten Schloss (siehe dazu die Radierung von Georg Matthäus Vischer) Flüchtlinge.
Im 19. Jahrhundert kam der Besitz an die Grafen von Revertera-Salandra zu Tollet. 1862 verkauften sie das Schloss an Mathias Mair, der es abtragen und den Teich zuschütten ließ. Im Jahre 1876 wurde Erlach aus der Landtafel gestrichen.

## Schloss Erlach heute

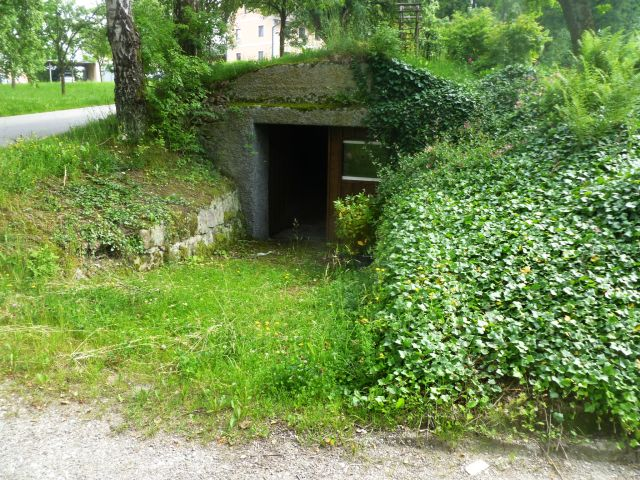
Keller unterhalb des Schlosswirtes, angeblich zum Schloss Erlach gehörend

1929 kam Erlach an Michel Harrer. 1930 fiel der noch bestehende Meierhof einem Brand zum Opfer. Seit 1950 ist die Familie Reisinger Besitzer des wieder aufgebauten Meierhof.  Mit dem Gut wurde auch der Name "Teichbauer" weitergetragen. Der Besitzer versicherte glaubhaft, dass beim Neubau des Bauernhofes keine Fundamente gefunden wurden, sodass die genaue Lokalisierung des Schlosses ungewiss ist. Ein Erdkeller soll zum Schloss gehört haben. Auch der Name "Schlossbauer" hat sich in Erlach erhalten.